# Der Augenjäger
Der Augenjäger ist der achte Psychothriller des deutschen Schriftstellers Sebastian Fitzek aus dem Jahr 2011 und beinhaltet die Geschichte eines grausamen Serienmörders in Gestalt eines wahnsinnigen Augenarztes, welcher Berlin terrorisiert.

## Handlung
Ein sadistischer Besucher, der namentlich nicht genannt wird, konfrontiert die depressive Patientin Johanna Strom in einer psychosomatischen Klinik in Hamburg anhand eines Fotos damit, dass ihre Tochter entführt und gefoltert wird. Damit straft und quält er die Mutter, die vom Leben so stark gezeichnet ist, dass sie bereit ist, Suizid zu begehen. Ihre Ehe mit dem gutverdienenden Anwalt Christian Strom war die Hölle, da sie die gewalttätigen Sexphantasien ihres Mannes befriedigen musste und dabei auf besonders perfide Weise gedemütigt, misshandelt und gequält wurde. Den Scheidungsprozess gewann ihr Ehemann, der Rechtsanwalt, da man natürlich ihm Glauben schenkt und keiner psychisch vollkommen gebrochenen und verwahrlosten Alkoholikerin. Sie ist auf den selbstgedrehten Pornofilmen ihres Mannes und seiner Kanzleifreunde die Einzige, die keine Maske tragen darf. Johanna wird das Sorgerecht für ihre Tochter aberkannt. Ihr Leben ergibt keinen Sinn mehr. Es ist das Bild ihrer Tochter auf dem OP-Tisch mit Kammern in den Augen mit der Bemerkung, „dass er mit ihr noch nicht fertig sei“. Das Polaroidfoto ist mit einem Spezialpräparat versehen und löst sich auf, so dass es als Beweismittel vernichtet ist. Johanna erleidet daraufhin einen Nervenzusammenbruch.
Im zweiten Handlungsstrang, fünf Monate nach der Begegnung von Johanna Strom mit dem Parkbesucher, ist Alexander Zorbach immer noch auf der Jagd nach dem „Augensammler“ und macht schließlich sein Versteck auf einem Gastanker im Hamburger Hafen ausfindig. Doch dort findet ein Einsatzkommando nicht den entführten Julian, Alexanders Sohn, sondern nur Kisten. In einer befindet sich eine Waffe. Frank Lahrmann, der „Augensammler“, ruft seinen ehemaligen Ausbilder bei der Berliner Zeitung Zorbach daraufhin auf seinem Mobiltelefon an. Er zwingt ihn sich selbst in den Kopf zu schießen, damit sein Kind weiterleben kann, was Zorbach in die Tat umsetzt.
Die Handlung setzt dann sieben Wochen später in einem besonders strengen Berliner Winter wieder ein. Die blinde Physiotherapeutin Alina Gregoriev soll auf Veranlassung von Kommissar Stoya in der geschlossenen Abteilung des Gefängniskrankenhauses den inhaftierten Augenchirurgen, Dr. Zarin Suker, befragen, beziehungsweise durch telepathische Fähigkeiten und Berührung herausfinden, wer das nächste Opfer sein wird. Dr. Suker ist ein weltweit anerkannter Spezialist in der Augenchirurgie, der allerdings ein kriminelles Doppelleben führt. Er ist ein brutaler Serienvergewaltiger, der nachts Frauen gefügig macht, sie unter seine Kontrolle bringt und ihnen ohne Narkose mit einem Skalpell die Augenlider entfernt, damit sie die Gewaltanwendung bewusst miterleben. Der Täter „öffnet ihnen damit buchstäblich die Augen“, so die kranke Wahrnehmung des Arztes. Als Abschluss vergewaltigt er sie mit einem Kondom, um keine Spuren zu hinterlassen. Die Frauen überleben die Attacke, werden von ihm am Hintereingang eines Pornokinos, Bordells oder in der Nähe eines Straßenstrichs ausgesetzt und sind danach aufgrund der schwerwiegenden traumatischen Erfahrung dermaßen stark verstört, dass sie aus Verzweiflung Selbstmord begehen. Der Soziopath Dr. Suker befindet sich derzeit in Untersuchungshaft und seine Freilassung aus Mangel an Beweisen (keine Fingerabdrücke und keine DNS-Spuren) steht unmittelbar bevor. Das einzige Opfer, Tamara Schlier, welches die Vergewaltigung überlebt hat und Dr. Suker als Kronzeugin belasten könnte, ist spurlos verschwunden. Der Haftbefehl gegen den Chirurgen wird aus Mangel an Beweisen ausgesetzt, er muss freigelassen werden und kann seinen triebhaften Neigungen weiter nachgehen.
Die völlig verstörte Johanna Strom sucht Alina in ihrer Physiotherapeutischen Praxis in Berlin-Mitte auf, da sie sich von Alinas Visionen einen Hinweis auf den Aufenthaltsort ihrer Tochter erhofft, doch sie kann der Mutter nicht helfen. Alina wird von „Scholle“ Scholokowsky auf die Wannseeinsel Schwanenwerder gelockt. Dort wird die blinde Frau überwältigt, niedergeschlagen und an einen unbekannten Ort entführt. Sie findet sich in einem Hochsicherheitstrakt eines geheimen Krankenhauses auf dem ehemaligen Grundstück der Familie Larenz wieder. Das Gebäude auf der Adresse Schwanenwerder Nummer 7 dient dem Zeugenschutzprogramm. Sie lernt dort den Psychiater Dr. Martin Roth kennen, der sie in ein Krankenzimmer führt. Alina erinnert sich an den Eigen-/Körpergeruch jedes Menschen, mit dem sie geschlafen hat: es ist Alexander Zorbach. Zorbach hat den Kopfschuss wie durch ein Wunder überlebt. In dem Moment, wo er abdrückte, stürmte ein Polizeikommando unter Stoya, er erschrak und das neun Millimeter Projektil ging knapp am linken Auge vorbei, wo es keine lebenswichtigen Organteile im Gehirn verletzte. Um auf die Forderungen des „Augensammlers“ einzugehen und die Selbsttötung zu verschleiern, lässt Stoya Zorbach offiziell für tot zu erklären. In Schwanenwerder ist es der Hass und der Wille, Frank Lahmann zu jagen und qualvoll zu töten, die ihn am Leben hält. Nach Schilderungen von Dr. Roth sind es weniger die organischen Schäden, sondern das erlebte Trauma, welches Zorbach in ein Stadium der multiplen Persönlichkeit durchlebt. Er bittet Alina, Zorbach beizustehen. 
Alina wird von Dr. Zuker entführt, der ihr durch eine hornhautepithelische Stammzelltransplantation das Augenlicht zurückbringen und dafür die funktionstüchtigen Augen seiner Gefangenen Nicola Strom benutzen will. Tamara Schlier befindet sich ebenfalls in Schwanenwerder. Durch die Verstümmelung durch Dr. Suker erleidet sie fürchterliche Qualen und muss permanent eine Tauchermaske tragen, damit ihre liderlosen Augen nicht austrocknen. Die grausame Prozedur wurde an ihr ohne Betäubung durchgeführt. Tamara kann wertvolle Hinweise über Dr. Suker liefern.
Darunter gehört die unverständliche Botschaft, „Safran frisst Hirn“. Es kommt heraus, dass Dr. Suker eine Assistentin namens „Iris“ hat, die für Tamaras Verstümmelung verantwortlich ist. Sie hat bei einer Telefonseelsorge gearbeitet und in einschlägigen Internetforen nach verzweifelten Personen gesucht, um für Dr. Suker an die weiblichen Opfer heranzukommen. 
„Iris“ gilt als perfekte Schauspielerin, die mit Suker ihren Sadismus ausleben kann.
Dr. Zarin Suker entspricht nicht dem herkömmlichen Persönlichkeitsprofil eines Serienmörders. Er entstammt einem guten Elternhaus, war wohlbehütet, und kein Bettnässer, Pyromane oder Tierquäler.
Zorbach wird in der Wohnung von Leonard Schlier, Tamaras Vater, in einen Hinterhalt gelockt und überwältigt. In Wahrheit ist es Dr. Zarin Suker, der Zorbach seine Motivlage offenbart. Zuker war seinerzeit mit Marén liiert, die von ihm schwanger war und wollte sie heiraten. Seine Verlobte wurde ein Opfer des Hausmeisters Klaas („Er lauerte ihr auf dem Parkplatz auf und zerrte sie in einen Lieferwagen. Sie erstickte an ihrem Erbrochenen, während er sie fickte“). Suker sieht die Frauen, die ihre Vergewaltigung nicht anzeigten und dafür sorgten, dass Sexualtäter ihre Verbrechen fortführen können, als Mittäterinnen, die für das Leid der späteren Opfer mitverantwortlich sind. Ihre Unterlassung ist der Todesurteil der anderen. Dafür werden sie von ihm grausam bestraft. Suker stellt Gerechtigkeit dadurch da, indem er diesen Frauen buchstäblich die Augen öffnet. 
Auch Alina hätte damals eine sexuelle Belästigung nicht zur Anzeige gebracht und obwohl Frank Lahmann an einem Massen-DNS-Test teilnahm wurde er damals nicht gefasst und konnte weitermorden. Es kommt zum Showdown in einem alten Zollhaus am ehemaligen DDR-Grenzübergang Dreilinden, wo Dr. Suker ein Spiegelkabinett und einen improvisierten OP-Saal eingerichtet hat.   
Alexander Zorbach kann in letzter Sekunde verhindern, dass die Transplantation von Nicola zu Alina durchgeführt wird. Dabei wird Dr. Suker erschossen.
Im Martin Luther-Krankenhaus Berlin kommt es zu einer Begegnung mit dem tödlich verwundeten Frank Lahmann. Zorbach zwingt die Ärzte dazu, damit sie Lahmann aus dem Koma zurückholen. Der „Augensammler“ wird dazu gezwungen, das Versteck von Alexanders Sohn Julian in einem vor dem Krankenhaus geparkten Auto preiszugeben. Julian lebt, wird gerettet und Lahmann stirbt an einem Schock.
Durch ein Telefonat mit „Scholle“ kommt allerdings heraus, dass Scholokowsky der „Augensammler“ ist – und nicht Frank Lahmann. Zorbach ist daran schuld, dass ein Unschuldiger sterben musste. Die kryptische Botschaft „Safran weckt Hirn“ bedeutet im Klartext „Frank war es nicht“.

## Figuren
- Alexander Zorbach: Polizeireporter (36 Jahre)
- Julian Zorbach: sein Sohn
- Alina Gregoriev: Physiotherapeutin (26 Jahre)
- Dr. Zarin Suker: Augenchirurg (58 Jahre)
- Phillip Stoya: Polizeikommissar
- Mike „Scholle“ Scholokowsky: Polizist
- Johanna Strom: missbrauchte Ehefrau
- Nicola Strom: ihre Tochter
- Christian Strom: ihr gewalttätiger Ehemann
- Dr. Martin Roth: Psychiater
- Frank Lahmann: ehemaliger Volontär

## Sprachstil
„Dr. Suker ist einer der besten Augenchirurgen der Welt. Und Psychopath. Tagsüber führt er die kompliziertesten Operationen am menschlichen Auge durch. Nachts widmet er sich besonderen Patientinnen: Frauen, denen er im wahrsten Sinne des Wortes die Augen öffnet. Denn bevor er sie vergewaltigt, entfernt er ihnen sorgfältig die Augenlider. Bisher haben alle Opfer kurz danach Selbstmord begangen.
Aus Mangel an Zeugen und Beweisen bittet die Polizei Alina Gregoriev um Mithilfe. Die blinde Physiotherapeutin, die seit dem Fall des Augensammlers als Medium gilt, soll Hinweise auf Sukers nächste „Patientin“ geben. Zögernd lässt sich Alina darauf ein – und wird von dieser Sekunde an in einen Strudel aus Wahn und Gewalt gerissen …“

„Milde dreizehn Grad, leicht bewölkter Himmel, ein sanfter Septemberwind. Johanna Strom liebte dieses Wetter. Genau das Richtige, um zu sterben.“

## Rezensionen
Es geht in diesem gut recherchierten Thriller, der in einer düsteren Stimmung gehalten ist und sich durch Komplexität und Vielschichtigkeit auszeichnet, um extreme Gewalt, grauenvolle Verbrechen und unerwartete Wendungen, sogenannten Twists, die der Geschichte immer wieder eine neue Richtung geben. Der Roman baut wie seine Vorgänger einen starken Spannungsbogen auf und animiert durch Pageturner viele Leser zum Weiterlesen. Der Stil wird als Achterbahn der Gefühle, gespickt mit sich überschlagenden Ereignissen, beschrieben.

## Einordnung in das Werk des Autors
In diesem Psychothriller sind es gleich zwei Serienmörder, Dr. Zarin Suker und Frank Lahmann, die mit ihrer Mordserie Berlin in Angst und Schrecken versetzt.
„Kinder befreit. Täter gesteht. Aber das Morden geht weiter.“, dieser Zeitungsartikel beschreibt in Kurzform die Handlung. Der Augenjäger ist die indirekte Fortsetzung des offenen Endes aus dem ersten Band, Der Augensammler, welche die Schicksale der zuvor eingeführten Charaktere weiterführt.

## Textausgaben
- Sebastian Fitzek: Der Augenjäger. Droemer, München 2011, ISBN 978-3-426-19881-0.